# Энтеробиоз

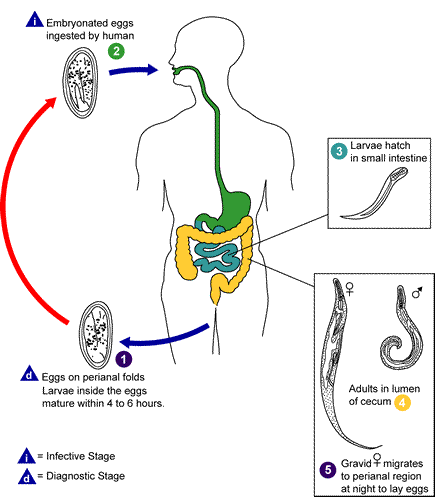
Жизненный цикл возбудителей.

Энтеробиоз (новолат. enterobiosis; лат. Enterobius «острица»; от др.-греч. ἔντερον «кишечник» + βίος «жизнь») — гельминтоз из группы нематодозов, вызываемый червями из рода остриц (Enterobius sp.). Облигатный антропоноз. На 10-е годы XXI века — самый распространённый гельминтоз человека. При этом, по данным ВОЗ, патология относится к группе забытых болезней.

## Этиология
Возбудитель энтеробиоза — острица.
Острица — круглый червь белого или сероватого цвета. Длина самки до 10 мм, самца — до 5-6 мм. Задний конец тела самца закручен на брюшную сторону, у самки шиловидно заострён.
На переднем конце тела остриц находится везикула — вздутие, окружающее ротовое отверстие. С его помощью острица прикрепляется к стенке кишечника. Половая система остриц типична для всего класса нематод. Черви питаются содержимым кишечника и способны заглатывать кровь. Яйца остриц овальные, с бесцветной оболочкой. Одна сторона овала уплощенная, другая выпуклая.
Острицы обитают в слепой кишке и аппендиксе человека, не вызывая каких-либо болезненных симптомов. При аппендэктомии иногда находят остриц, но доказательств их участия в воспалительном процессе нет.
Во время сна хозяина самки остриц вылезают на кожу (через анус), вызывая сильный зуд, а затем откладывают яйца и погибают. Человек расчесывает кожу, при этом яйца остриц попадают ему на руки и под ногти. После этого они легко переносятся на игрушки и другие вещи, а также попадают в рот человека.
Яйца паразита также переносятся мухами, тараканами или с пылью.
Для дальнейшего развития яиц необходим особый микроклимат с температурой 34—36°С и высокой влажностью (70—90 %) в аэробной среде. Подходящие условия для этого — в промежности и перианальных складках, а также под ногтями человека.
Уже через 4—6 часов внутри яиц созревают личинки, способные шевелиться, видимые на малом увеличении (8х х 7х). В кишечнике личинки выходят из яиц и в течение 2—4 недель развиваются во взрослых особей. Затем цикл повторяется.
В заражении человека острицами главную роль выполняют грязные руки. Поэтому чаще всего энтеробиозом болеют дети младшего возраста, посещающие дошкольные учреждения. Основным признаком наличия в организме остриц является зуд в области заднего прохода, возникающий чаще всего в вечернее и ночное время.
При исследовании кала в нём обнаруживаются взрослые острицы, иногда в огромных количествах, а яйца остриц выявляются не всегда, так как они откладывают яйца за пределами ануса. Яйца остриц проще обнаружить при исследовании соскоба с кожных покровов перинанальной области.
Острицы могут мигрировать на вульву и во влагалище женщины, вызывая вульвовагинит.

## Эпидемиология
Источник инвазии — больной энтеробиозом. Яйца вирулентны через 4—6 часов после откладки. Они попадают на предметы, окружающие больного (игрушка, бельё) и разносятся мухами. Заражение происходит при заглатывании яиц с пищей, при вдыхании с пылью. Чрезвычайно важно самозаражение — при расчёсывании зудящего ануса яйца остриц попадают под ногти рук и затем проглатываются.

## Клиническая картина
Инкубационный период составляет 3—6 недель. Наиболее частым симптомом энтеробиоза является зуд в перианальной области. При легкой форме энтеробиоза на протяжении 1—3 суток в ночное время у больного возникает легкий зуд, который затем самопроизвольно исчезает, но через 2—3 недели может появляться вновь в результате ауто- или реинвазии. При наличии в кишечнике больного большого количества остриц зуд становится постоянным, мучительным. Расчёсывание больным перианальной области приводит к ссадинам, вторичной бактериальной инфекции кожи, возникновению дерматитов, что отягощает течение болезни. У некоторых больных возникают кишечные расстройства — боли и урчание в животе, метеоризм, тошнота, рвота, учащённый кашицеобразный стул, иногда с примесью слизи, реже с примесью крови, тенезмы. Помимо этого у пациента возможен скрежет зубами во сне.
При тяжёлом, длительном течении инвазии возникают острицами и вторичной бактериальной инфекцией; энтеробиозный эндометрит и раздражение тазовой брюшины в результате миграции самок остриц через половые пути; пиодермия, сфинктерит, редко — парапроктит.

## Диагностика
Для диагностики используют соскоб с перианальных складок (желательно — трёхкратный, ежедневно или через день). Ранее соскоб производили ваткой, смоченной в глицерине, рано утром до подмывания и дефекации. Теперь для этого используют прозрачную липкую ленту.

## Лечение
Важным элементом лечения, помимо приёма антигельминтных препаратов (пирантел, мебендазол, альбендазол, вормил, пирвиний памоат, пиперазин), являются гигиенические мероприятия: тщательное мытьё рук после каждого посещения туалета, коротко постриженные ногти, частая смена белья, стирка белья в горячей воде и проглаживание всех вещей горячим утюгом, воздержание от расчёсывания зудящих мест и в случае зуда — вымыть анус с мылом. В квартире нужно произвести влажную уборку. Гигиенический режим при энтеробиозе следует соблюдать 2—3 недели, при котором следует использовать ватные тампоны или цинковую мазь для анального отверстия, трусы с бедренными резинками для исключения рассеивания яиц энтеробиоза. Если в семье болен один человек — то лечение необходимо всем, а если в детском коллективе — то лечат всех детей и персонал. Повторный курс через 12 дней.